# Capitites aurea
Capitites aurea är en tvåvingeart som först beskrevs av Mario Bezzi 1924.  Capitites aurea ingår i släktet Capitites och familjen borrflugor. Inga underarter finns listade.